# Crèvecœur-le-Grand
Crèvecœur-le-Grand – miejscowość i gmina we Francji, w regionie Hauts-de-France, w departamencie Oise.
Według danych na rok 1990 gminę zamieszkiwało 2996 osób, a gęstość zaludnienia wynosiła 244 osoby/km² (wśród 2293 gmin Pikardii Crèvecœur-le-Grand plasuje się na 73. miejscu pod względem liczby ludności, natomiast pod względem powierzchni na miejscu 311.).